# Tanging Yaman
Tanging Yaman é uma telenovela filipina produzida e exibida pela ABS-CBN, cuja transmissão ocorreu em 2010.

## Elenco
- Rowell Santiago - Juan Policarpio
- Agot Isidro - Marcela Policarpio
- Erich Gonzales - Josefina Policarpio